# Coupe d'Algérie de football 1966-1967
 (février 2024).
- Si vous ne connaissez pas le sujet, laissez ce bandeau (vous pouvez alors contacter les auteurs).
- Si vous supprimez le contenu mis en cause (vous pouvez préalablement contacter les auteurs),

argumentez précisément cette suppression dans la page de discussion
(un manque de référence n'est pas un argument ; une recherche réelle de référence doit avoir été effectuée, être formellement documentée).
Navigation
Coupe d'Algérie
1965-1966 Coupe d'Algérie
1967-1968
La Coupe d'Algérie de football 1966-1967 voit le sacre de l'ES Sétif, qui bat la JSM Skikda en finale.
C'est la troisième Coupe d'Algérie remportée par l'ES Sétif et c'est la première fois que la JSM Skikda atteint la finale de cette compétition.

## Trente-deuxièmes de finale
Les matchs des Trente-deuxièmes de finale se sont joués le 11 décembre 1966
- Source :

| Ligue du Centre  |                       |                          |                                 |                                                        |                                  |                          |  |  |
| 1                | Asnam SO (D?)         | 1 - 0                    | JS Kabylie (D?)                 | -                                                      | Stade de Mouzaiaville, (Mouzaia) |                          |  |  |
| 2                | MC Alger (D?)         | 1 - 0                    | JS Fort-de-l'Eau (D?)           | Saâdi 80e                                              | Stade d'El Annasser, (Alger)     |                          |  |  |
| 3                | O Médéa (D?)          | -                        | RC Kouba (D?)                   | -                                                      | -                                |                          |  |  |
| 4                | USM Blida (D?)        | -                        | ???                             | -                                                      | -                                |                          |  |  |
| 5                | USM Alger (D?)        | -                        | ???                             | -                                                      | -                                |                          |  |  |
| 6                | NA Hussein Dey (D?)   | -                        | ???                             | -                                                      | -                                |                          |  |  |
| 7                | Hydra AC (D?)         | -                        | ???                             | -                                                      | -                                |                          |  |  |
| 8                | WA Boufarik (D?)      | -                        | ???                             | -                                                      | -                                |                          |  |  |
| 9                | OM Saint Eugène (D?)  | -                        | ???                             | -                                                      | -                                |                          |  |  |
| 10               | WO Rouiba (D?)        | -                        | ???                             | -                                                      | -                                |                          |  |  |
| Ligue de l'Ouest |                       |                          |                                 |                                                        |                                  |                          |  |  |
| 1                | GC Mascara (D3)       | 1 - 1ap (corners 4-5)    | MC Oran (D1)                    | Ghomis 52e / Fréha 33e                                 | Stade de Meflah Aoued, Mascara   |                          |  |  |
| 2                | JSM Tiaret (D3)       | 4 - 1                    | La Marsa (D3)                   | -                                                      | -                                |                          |  |  |
| 3                | RC Relizane (D3)      | 3 - 2ap                  | CS Beni Saf (D4)                | -                                                      | -                                |                          |  |  |
| 4                | WA Tlemcen (D3)       | 2 - 1ap                  | Espérance Sportive Tlemcen (D4) | -                                                      | -                                |                          |  |  |
| 5                | Nadjah AC (Oran) (D4) | 0 - 1ap                  | USM Bel-Abbes (D2)              | -                                                      | -                                |                          |  |  |
| 6                | ASM Oran (D1)         | 6 - 0                    | SC Mecheria (D4)                | Dey 11e (pen.), Hasni 23e, Pons 26e, Gomez 30e 68e 83e | Stade Bouakeul (Oran)            |                          |  |  |
| 7                | Perrégaux GS (D3)     | 1 - 0                    | ES Mostaganem (D2)              | -                                                      | -                                |                          |  |  |
| 8                | SSEP Maghnia (D4)     | 0 - 3                    | SCM Oran (D1)                   | -                                                      | -                                |                          |  |  |
| 9                | RC Oran (D3)          | 1 - 1ap (corners 4-1)    | MC Saida (D1)                   | Said 27e / Tlemcani 80e                                | Stade 19 juin 65 (Oran)          |                          |  |  |
| 10               | USM Oran (D3)         | 2 - 1                    | CR Témouchent (D2)              | -                                                      | -                                |                          |  |  |
| Ligue de l'Est   |                       |                          |                                 |                                                        |                                  |                          |  |  |
| 1                | ES Sétif (D?)         | 4 - 1                    | CAC Constantine (D?)            | -                                                      | -                                |                          |  |  |
| 2                | SA Sétif (D?)         | 2 - 1                    | CA Bordj Bou Arreridj (D?)      | -                                                      | -                                |                          |  |  |
| 3                | JSM Skikda (D?)       | -                        | USM Annaba (D?)                 | -                                                      | -                                |                          |  |  |
| 4                | MSP Batna (D?)        | 4 - 1                    | USM Khenchela (D?)              | -                                                      | -                                |                          |  |  |
| 5                | CA Batna (D?)         | 1 - 1                    | AS Ain M'lila (D?)              | -                                                      | -                                |                          |  |  |
| 6                | CS Constantine (D?)   | 0 - 0                    | MC El Eulma (D?)                | -                                                      | -                                |                          |  |  |
| 7                | USH Constantine (D?)  | 4 - 0                    | JJ Azzaba (D?)                  | -                                                      | -                                |                          |  |  |
| 8                | MO Constantine (D?)   | 1 - 0                    | JS Djijel (D?)                  | -                                                      | -                                |                          |  |  |
| 9                | ES Guelma (D?)        | 1 - 0                    | ES Souk Ahras (D?)              | -                                                      | -                                |                          |  |  |
| 10               | USM Sétif (D?)        | -                        | ???                             | -                                                      | -                                |                          |  |  |
|                  |                       |                          |                                 |                                                        |                                  |                          |  |  |
| 32               | CR Belcourt           | Exempt (tenant du titre) | Exempt (tenant du titre)        | Exempt (tenant du titre)                               | Exempt (tenant du titre)         | Exempt (tenant du titre) |  |  |

## Seizièmes de finale
Les matchs des seizièmes de finale se sont joués le 31 décembre 1966 et 1er janvier 1967
| Ligue du Centre  |                        |                        |                               |                                                                                |                                    |
| USM Alger        | 2 - 1                  | O Médéa                |                               |                                                                                | Stade de Boufarik                  |
| NA Hussein Dey   | 3 - 0                  | WO Rouiba              | -                             |                                                                                | Stade El Annasser (20 aout), Alger |
| MC Alger         | 1 - 0                  | Hydra AC               |                               |                                                                                | Stade El Annasser (20 aout), Alger |
| WA Boufarik      | 1 - 1                  | Asnam SO               | Corners (5-2)                 |                                                                                | Stade Brakni, Blida                |
| OM Saint Eugène  | 2 - 1                  | USM Blida              |                               |                                                                                | Stade El Harrach                   |
| CR Belcourt      | tenant du titre exempt | tenant du titre exempt | tenant du titre exempt        | tenant du titre exempt                                                         | tenant du titre exempt             |
| Ligue de l'Ouest |                        |                        |                               |                                                                                |                                    |
| MC Oran          | 0 - 0 (*)              | SCM Oran               |                               |                                                                                | Stade Bouakeul (Oran)              |
| MC Oran          | 2 - 2                  | SCM Oran               | Rejoué 12/01/67 Corners (8-0) | Belgot 33e, Hamida 80e / Bouhizeb 25e 56e                                      | Stade Bouakeul (Oran)              |
| RC Oran          | 3 - 2                  | Perrégaux GS           |                               | Said 35e Ouadi 75e Ali moussa 88e / Lakdja 44e Amamra 49e                      | Stade Bouakeul, Oran               |
| JSM Tiaret       | 1 - 0                  | USM Oran               |                               | Souidi 65e                                                                     | Stade de Meflah Aoued, Mascara     |
| USM Bel-Abbes    | 2 - 0                  | ASM Oran               |                               | Abdi 28e, Hamri 46e                                                            | Stade de Sidi Bel Abbès            |
| RC Relizane      | 3 - 2                  | WA Tlemcen             | a.p                           | Baghdadi 65e Bensetti 104e Saffa (1) 116e (pen.) / Ben Tahar 74e Bettioui 117e | Stade de Relizane ?                |
| Ligue de l'Est   |                        |                        |                               |                                                                                |                                    |
| ES Sétif         | 1 - 0                  | MSP Batna              |                               |                                                                                |                                    |
| MO Constantine   | 1 - 2                  | USM Sétif              |                               |                                                                                |                                    |
| JSM Skikda       | 1 - 0                  | SA Sétif               |                               |                                                                                |                                    |
| ES Guelma        | 0 - 0                  | USH Constantine        |                               |                                                                                |                                    |
| AS Ain M'lila    | 2 - 0                  | MC El Eulma            |                               |                                                                                |                                    |

(*) Le match :MCO-SCMO a été joué en deux phases. Le 1er match a été arrêté par l'arbitre M. Bendjahe à la 41 minutes sur le score de (0-0) après une bagarre générale entre les joueurs des deux teams. Il sera rejouer le 12 du mois courant

## Huitièmes de finale ( 1er tour national )
Les matchs se sont joués le 26 février 1967
| Équipe 1        | Score | Équipe 2    | Observations                              | Buteurs                                 | lieu                                          |
| MC Alger        | 1 - 3 | ES Sétif    | a.p                                       | Saâdi 35e/ Salhi 13e 118e Kharchi 116e  | Stade Saint Eugéne (Bologhine), Alger         |
| NA Hussein Dey  | 0 - 0 | ES Guelma   | Corners (5 - 4)                           | /                                       | Stade El Anasser, Alger                       |
| AS Aïn M'lila   | 0 - 2 | CR Belcourt |                                           |                                         | Stade Benabdelmalek (ex- Turpin), Constantine |
| MC Oran         | 1 - 2 | WA Boufarik |                                           | Meguenine 7e / Rouai 13e, Belbekri 72e  | Stade 19 juin d'Oran                          |
| USM Sétif       | 2 - 1 | RC Oran     | a.p                                       |                                         | Stade Benabdelmalek (ex- Turpin), Constantine |
| OM Saint Eugène | 1 - 0 | JSM Tiaret  |                                           | Tahir 46e                               | Stade Bologhine, Alger                        |
| USM Bel-Abbes   | 1 - 1 | USM Alger   | L'USMA qualifié en tant que club visiteur | Abdi 68e / Zemour 76e                   | Stade 19 juin d'Oran                          |
| RC Relizane     | 1 - 2 | JSM Skikda  |                                           | Medjana 88e / Khettaf 43e Chelighem 62e | Stade Bouakeul d'Oran                         |

## Quarts de finale
Les matchs se sont joués le 26 mars 1967, *match rejoué le 14 avril 1967.
| Équipe 1    | Score       | Équipe 2        | observations   | lieu                                          |
| ES Sétif    | 2 - 1       | NA Hussein Dey  |                | Stade Benabdelmalek (ex- Turpin), Constantine |
| USM Alger   | 4 - 2 a.p * | USM Sétif       | *rejouer (4-1) |                                               |
| JSM Skikda  | 3 - 1       | OM Saint Eugène |                |                                               |
| CR Belcourt | 5 - 0       | WA Boufarik     |                |                                               |

## Demi-finales
Les matchs se sont joués le 7 mai 1967, match rejoué le 21 mai 1967.
| Équipe 1   | Score | Équipe 2    | Buteurs   | Date et lieu                                    |
| USM Alger  | 1 - 1 | ES Sétif    |           | 7 mai 1967 au Stade El Annassers, Alger         |
| ES Sétif   | 2 - 0 | USM Alger   |           | 21 mai 1967 au Stade Benabdelmalek, Constantine |
| JSM Skikda | 1 - 0 | CR Belcourt | Bouchache | 7 mai 1967                                      |

## Finale
| 18 juin 1967 | ES Sétif    | 1 - 0   | JSM Skikda | Stade d'El Anasser, Alger                    |                                              |
| 16 h 00      | Koussim 68e | (0 - 0) |            | Spectateurs : 10,000 Arbitrage : M. Chekeimi | Spectateurs : 10,000 Arbitrage : M. Chekeimi |

|                |                    |               |
| Gardien de but |                    | Gagaâ         |
|                |                    | Tchier        |
|                |                    | Guedjali      |
|                |                    | S. Benmahmoud |
|                |                    | Bourouba      |
|                |                    | Kharchi       |
|                |                    | Kermali       |
|                |                    | A. Salhi      |
|                |                    | L. Messaoudi  |
|                |                    | Koussim       |
|                |                    | L. Boulekfoul |
| Entraîneur :   |                    |               |
|                | Abdelhamid Kermali |               |

| Gardien de but |  | Tabouche         |
|                |  | Zouyene          |
|                |  | Khettaf          |
|                |  | Bouchar          |
|                |  | Cheniki          |
|                |  | Ch. Bouchache    |
|                |  | Aït Ouali        |
|                |  | Lahréche         |
|                |  | Ramdane          |
|                |  | Chelighem        |
|                |  | Oudani           |
| Entraîneur :   |  |                  |
|                |  | Cherif Bouchache |